# Vanvadi
Vanvadi (Sadashivgad) is een census town in het district Satara van de Indiase staat Maharashtra. 

## Demografie
Volgens de Indiase volkstelling van 2001 wonen er 3944 mensen in Vanvadi (Sadashivgad), waarvan 52% mannelijk en 48% vrouwelijk is. De plaats heeft een alfabetiseringsgraad van 79%. 